# Проспект Айвазовского
Проспе́кт Айвазо́вского (укр. Проспект Айвазовського; ранее — проспект Ленина) — одна из центральных улиц Феодосии, от улицы Назукина до бульвара Старшинова («Комсомольский» парк). До постройки железной дороги была набережной, в настоящее время от моря отделена железнодорожным полотном и новой набережной, устроенными на насыпной территории. К проспекту примыкают Привокзальная площадь, улицы Назукина, Кирова, Украинская, Галерейная, Революционная, Генерала Горбачёва, Ульянова.

## Названия
- Екатерининский проспект, до 1918 года; в честь императрицы Екатерины II.
- Проспект Ленина, 1918—2003; в честь Владимира Ильича Ленина.
- Проспект Айвазовского, с 2003 года; в честь художника Ивана Константиновича Айвазовского.

## История

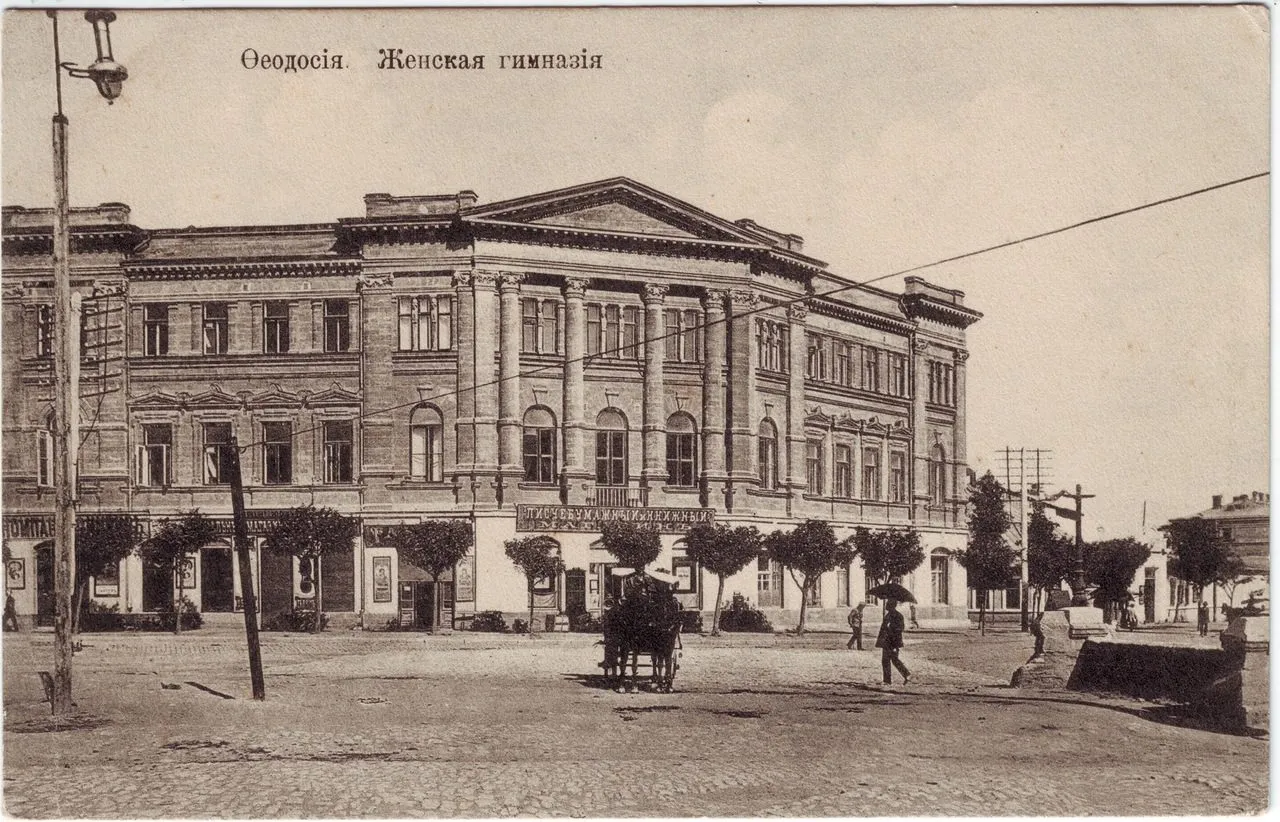
Феодосийская женская гимназия

До второй половины XIX века на улице размещались в основном дачные участки и виноградники. Позже началась активная застройка, появилась площадь Александровская (около Феодосийской женской гимназии, на месте которой расположен нынешний кинотеатр «Крым»). В 1888 году на площади установили русскому императору памятник Александру III. К памятнику примыкал Лазаревский сквер. После прокладки в Феодосию железной дороги на Екатеринском проспекте появился деревянный железнодорожный вокзал, который в 1914 году заменили на каменный, разрушенный в годы войны. Почти одновременно с вокзалом появилась гостиница «Астория», к которой примыкало здание Петроградского банка. На Екатерининском проспекте размещалось множество гостиниц, ресторанов и кофеен, цирк-шапито, здание городской управы (сгоревшее в 1905 году), городские купальни с буфетом и большим читальным залом.
После Октябрьской революции Екатерининский проспект переименовали в проспект имени Ленина, а Александровскую площадь — в Красную площадь.
С гостиницей «Астория» связаны многие исторические личности, бывавшие в Феодосии, в 1910-е годы — Марина Цветаева, в 1918 году здесь располагалась редакция Феодосийской советской газеты и Феодосийский совет рабочих, военных и крестьянских депутатов; при «белых» в гостинице жил генерал Антон Деникин, который отсюда уехал в эмиграцию. В 1960-е годы останавливались космонавты первого отряда, бывали Юрий Гагарин и Сергей Королев.

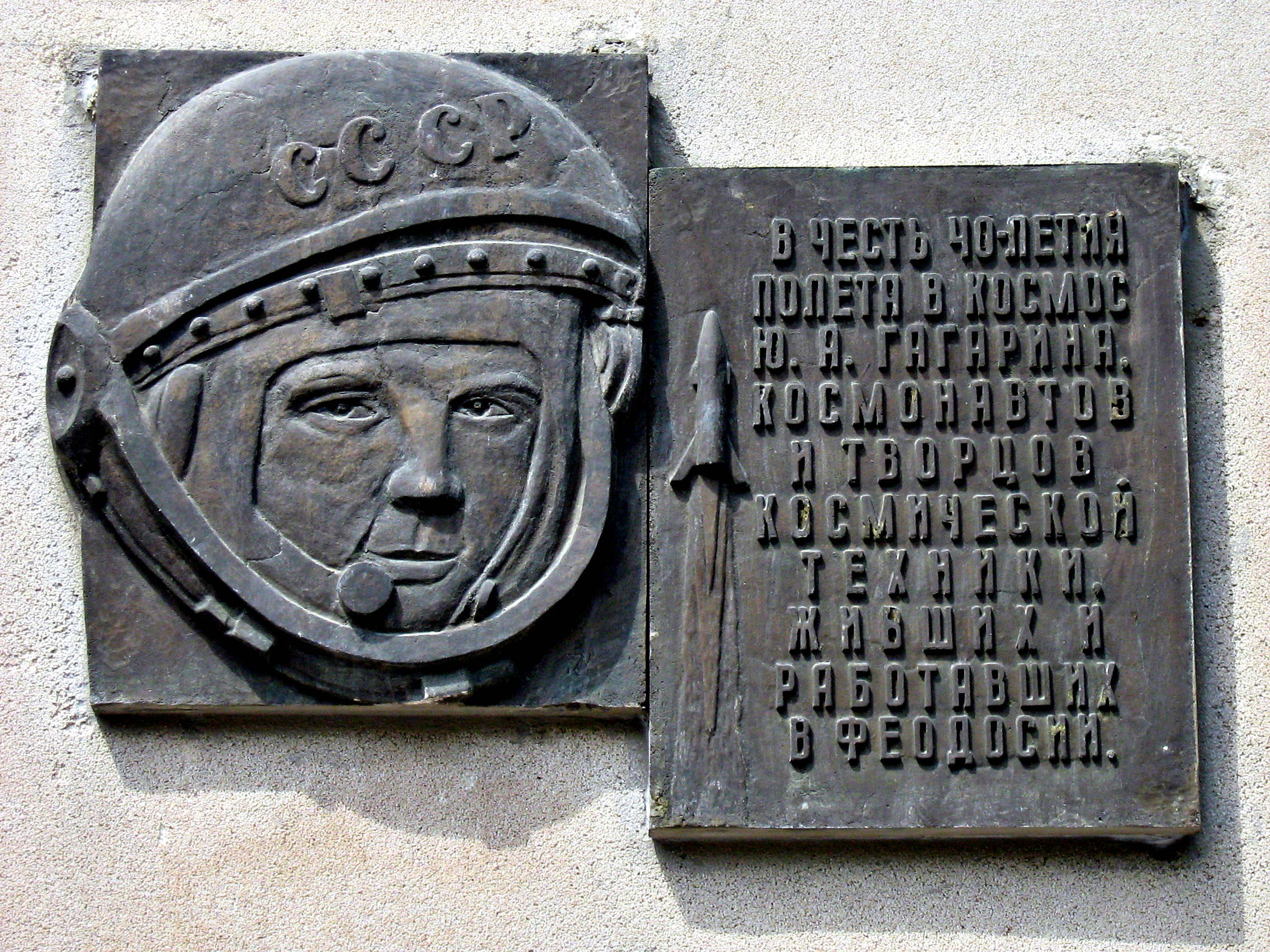

При советской власти на проспекте размещался сельскохозяйственный техникум (ныне здание Дома культуры) и гидрометеорологический техникум (ныне первый корпус санатория «Восход»), приют для беженцев Всероссийского союза городов и общество защиты женщин (дача Стамболи), спортивный клуб и санаторий имени Ленина, детский костно-туберкулезный санаторий и дома отдыха.
В 1930 году на площади у железнодорожного вокзала был установлен памятник Владимиру Ленину, который был уничтожен во время Великой Отечественной войны, в 1944 году вновь восстановлен из бетона, а в 1978 году заменён на бронзовый.
28 ноября 2020 года напротив дачи Милос (набережная Десантников) открыт конный памятник русскому генералу Петру Степановичу Котляревскому.
Во время курортного сезона проспект Айвазовского заполнен множеством лотков с сувенирами, киосков с продуктами и напитками и т. д.
|                   |  |               |  |                 |
| Башня Константина |  | Дача Стамболи |  | Памятник Ленину |

## Достопримечательность и культурное наследие
- Башня Константина (ул. Горького, 1 — начало пр. Айвазовского)
- д. 1 — Кинотеатр «Крым»
- д. 2 — Железнодорожный вокзал
- д. 5 — Санаторий «Восход». Корпус № 1
- д. 7 — Дом культуры
- д. 9 — Гостиница «Астория»
- д. 11 — Феодосийский краеведческий музей
- д. 23 — Дача «Хаджи»
- д. 25 — Дача «Модерн»
- д. 27 — Дача «Отдых»
- д. 31 — Дача «Виктория» («Отрада»)
- д. 33 — Дача «Милос»
- д. 35 — Дача «Вилла»
- д. 37 — Дача «Флора»
- д. 39 — Дача «Аида»
- д. 47 — Дача Стамболи
- д. 47б — Гостиница «Алые паруса».

|                        |  |                  |  |                         |
| Железнодорожный вокзал |  | Кинотеатр «Крым» |  | Гостиница «Алые паруса» |